# 柬埔寨—匈牙利關係
柬匈關係（匈牙利語：Kambodzsa-Magyar kapcsolatok）是指柬埔寨王国與匈牙利之間的外交關係。

## 政治交流
柬埔寨于1963年7月22日与匈牙利人民共和国建立正式外交联系。1995年7月10日，匈牙利共和国继承了原先与柬埔寨确立的外交关系，此后两国关系友好发展。在匈牙利政府积极推行“向东开放”外交政策下，柬埔寨与匈牙利的关系得到了显著加强。
2013年3月，匈牙利人力资源部部长鲍洛格·佐尔丹访问金边，其间，他代表匈牙利政府与柬埔寨文化和美术部签署了一份合作谅解备忘录，此后两国高层交流逐步加强。
2016年，匈牙利外交部长西雅尔多·彼得出访柬埔寨，访问期间，彼得与柬埔寨政府签署了保护投资协议，并出席了匈牙利在金边经贸办事处的开馆仪式。
2019年6月，柬埔寨首相洪森出访匈牙利。
2019年10月，匈牙利总统阿戴尔·亚诺什访问柬埔寨，并得到了国王西哈莫尼、首相洪森等人的接见，在会谈中，亚诺什表示匈牙利将帮助柬埔寨政府应对首都金边基建不完善带来的诸多问题。并讨论了匈牙利可以向柬埔寨提供的金融框架，以加强对柬埔寨的技术援助。亚诺什亦表示两国政府将会尽早在对方首都互设大使馆。

### 外交机构
2016年，匈牙利政府在金边设立经贸办事处，2020年，建立大使馆，但常任大使仍然由匈牙利驻越南大使兼任。而在柬埔寨的部分领务则由德国驻柬埔寨大使馆代理。
柬埔寨暂未在匈牙利设立大使馆，对匈事务暂由柬埔寨駐德大使館兼辖。

## 经贸关系
相对于与越南、泰国等邻国的贸易关系，柬、匈两国的双边贸易限于小企业交易。匈牙利貿易中心在金边与暹粒设有贸易分会。
2020年，匈牙利向柬埔寨出口199万美元，从柬埔寨进口了453万美元，较之2019年有所增长。

### 投资
两国相互投资额有限，两国政府已经于2016年签署保护促进投资协议，旨在促进匈牙利企业对柬埔寨的投资。

## 援助
在柬越战争结束后，匈牙利曾经与法国协助在柬埔寨建立了孤儿院、育种场、学校等设施，并为柬埔寨的营养不良人口提供了药品援助。同时，匈牙利派出了130人的維和部隊協助柬埔寨過渡時期聯合國權力機構在柬埔寨的工作。